# Jean-Baptiste Massillon
Jean-Baptiste Massillon, född den 24 juni 1663 i Hyères, död den 28 september 1742 i Beauregard-l'Évêque, var en fransk predikant.
Massillon ingick vid 17 års ålder i oratoriemunkarnas kongregation och utnämndes 1717 till biskop i Clermont. Han var en av sin tids främsta andliga vältalare. Hans predikningar avsticker fördelaktigt mot tidens predikosätt genom enkelhet och varm känsla samt vittna om sedligt allvar och djup kännedom av människohjärtat. Med frimodigt allvar predikade han inför Ludvig XIV och hans hov. 
Bland dessa predikningar är hans Sermon du petit nombre des élus berömdast och berättas ha varit av gripande verkan. Berömda är också hans under namnet Petit caréme (tryckt i många upplagor) kända fastlagspredikningar inför den 8-årige Ludvig XV. Sedan 1719 var Massillon medlem av Franska akademien, efter abbé de Louvois. Hans samlade predikningar utgavs 1745-49 i 15 band och har sedan dess utkommit i flera upplagor.